# Мечеть Гызылхаджилы
Мечеть Гызылхаджылы — мечеть и памятник истории и архитектуры, расположенный в городе Гянджа, Азербайджан, построенный в 1877 году.
Мечеть включена в список недвижимых памятников истории и культуры местного значения решением Кабинета Министров Азербайджанской Республики № 132 от 2 августа 2001 года.

## История
Мечеть Гызылхаджылы была построена в 1877 году в квартале Гызылхаджылы города Гянджа на средства местных жителей. Горожане также называют ее «Шабанлы мечеть». Предполагается, что это название связано с именем племени или его главы, проживающего в этом квартале. Существует также версия, что мечеть получила название в честь человека, построившего здание или инициировавшего его строительство.
После советской оккупации Азербайджана с 1928 года началась официальная борьба с религией. В декабре того же года Коммунистическая партия Азербайджана передал многие мечети, церкви и синагоги в ведение клубов для образовательных целей. Если в 1917 году в Азербайджане насчитывалось 3000 мечетей, то к 1927 году их число сократилось до 1700, в 1928 году — до 1369, а к 1933 году осталось лишь 17. В это время деятельность мечети Гызылхаджылы была приостановлена. В разные годы здание использовалось как клуб атеистов и склад.
После восстановления независимости Азербайджана мечеть была включена в список недвижимых памятников истории и культуры местного значения решением Кабинета Министров Азербайджанской Республики № 132 от 2 августа 2001 года.
В здании некоторое время действовала детская стоматологическая поликлиника. В настоящее время в здании мечети находится филиал библиотеки № 22 города Гянджа.

## Архитектура
Мечеть построена из красного кирпича, характерного для архитектуры Гянджи. Здание купольное, и крыша купола выполнена из железных треугольных элементов с установкой кувшина и полумесяца на вершине. На стене возле двери имеется ниша с двумя арками, а над ней расположено окно, повторяющее форму арок. Войдя в здание, через небольшой коридор можно попасть в квадратный молитвенный зал. Внутри мечеть оштукатурена гипсом. В интерьере отсутствуют надписи и михраб. Предполагается, что михраб был разрушен в период, когда здесь функционировал клуб атеистов.